# Shine a Little Love
«Shine a Little Love» es una canción del grupo británico Electric Light Orchestra, publicada en el álbum de estudio Discovery (1979). La canción, compuesta por Jeff Lynne, fue también publicada como el primer sencillo del álbum.

## Grabación
La canción, la primera del álbum Discovery (1979), fue uno de los sencillos más comerciales del grupo, alcanzando el primer puesto en la lista de sencillos de Canadá, el seis en el Reino Unido y el ocho en Estados Unidos. La canción contó con dos videos musicales distintos, uno grabado en el estudio en película de 35 mm con la totalidad del grupo a excepción de la sección de cuerda, y otro grabado para el video Discovery, que contó con todo el grupo. 
Según escribió Jeff Lynne en la reedición de Discovery: «Un poco de disco suena en esta, y un buen montón de cosas que suceden, una sección de cuerda de cuarenta miembros y todo. Es muy alegre y animada, y debía estar en muy buen estado de ánimo cuando la escribí». 
El sencillo fue publicado con «Jungle», una canción del álbum Out of the Blue (1977), como cara B. Según la opinión de varios miembros del grupo, la grabación de "Jungle" fue un momento divertido para el grupo debido a los diversos efectos de sonido, a la melodía optimista y a los ruidos de animales de la selva proporcionados por Lynne, Bev Bevan y Kelly Groucutt. En la reedición en 2007 de Out of the Blue, Lynne escribió: «En "Jungle", me inspiré en una vieja película de Hollywood, 42nd Street, de Busby Berkeley. Me gustó el sonido de los bailarines de claqué por lo que recreé ese baile en el corredor de Musicland».

## Posición en listas
| País              | Lista                       | Posición |
| ----------------- | --------------------------- | -------- |
| Australia         | Kent Music Report           | 14       |
| Austria           | Ö3 Austria Top 40           | 23       |
| Bélgica (Flandes) | Ultratop 200 Albums         | 21       |
| Canadá            | RPM Adult Contemporary      | 14       |
| Canadá            | RPM Top Singles             | 4        |
| Francia           | SNEP Albums Chart           | 11       |
| Alemania          | Media Control Charts        | 30       |
| Irlanda           | Irish Singles Chart         | 4        |
| Italia            | FIMI                        | 18       |
| Países Bajos      | Dutch Top 40                | 10       |
| Nueva Zelanda     | New Zealand Music Chart     | 17       |
| Noruega           | VG-lista                    | 9        |
| Sudáfrica         | South African Singles Chart | 16       |
| España            | PROMUSICAE                  | 1        |
| Reino Unido       | Official Charts Company     | 6        |
| Estados Unidos    | Billboard Hot 100           | 8        |
| Estados Unidos    | Cash Box Top 100 Singles    | 7        |
| Estados Unidos    | Record World Singles        | 8        |
| Estados Unidos    | Billboard Year-End          | 71       |